# 동적 조력

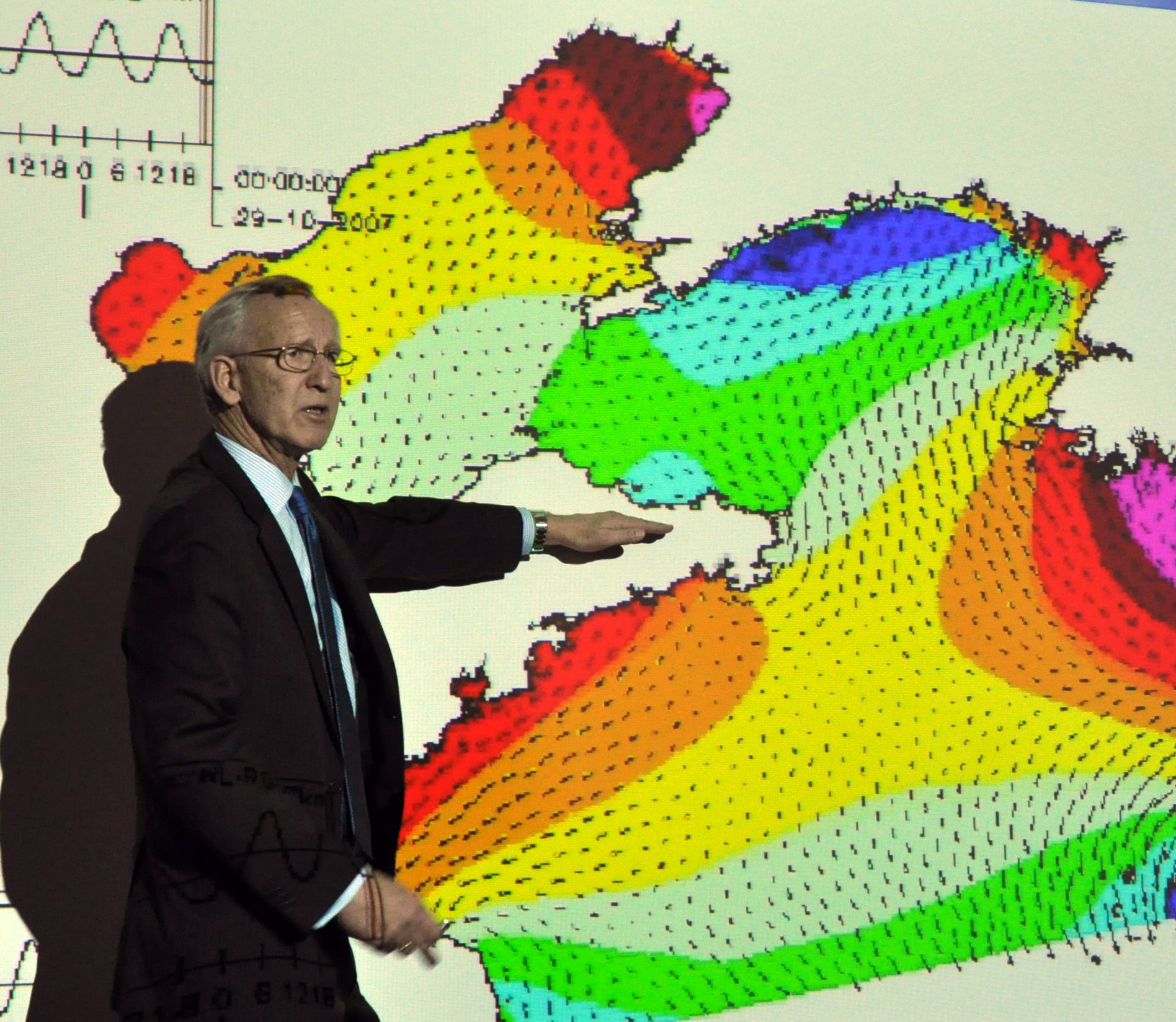
협력 개발자인 Kees Hulsbergen 가 지난 2월 베이징의 칭화대학에서 DTP 의 원리에 대해 발표하고 있다.

동적 조력(DTP, Dynamic Tidal Power)은 조력을 이용하는 발전의 최신 기술이다. 이것은 댐과 유사한 구조로 해안을 따라 분포하며 끝부분에는 T 모양의 수직 장벽을 갖추고 있다.
이러한 긴 T 형의 댐은 막강한 수리학적 해류를 포함하는 해안의 대륙붕지대를 따라 발생하는 조수와 간섭을 일으킨다.
이 개념은 독일의 항만 기술자인 Kees Hulsbergen와 Rob Steijn가 1997년에 창안하였다.

## 설명

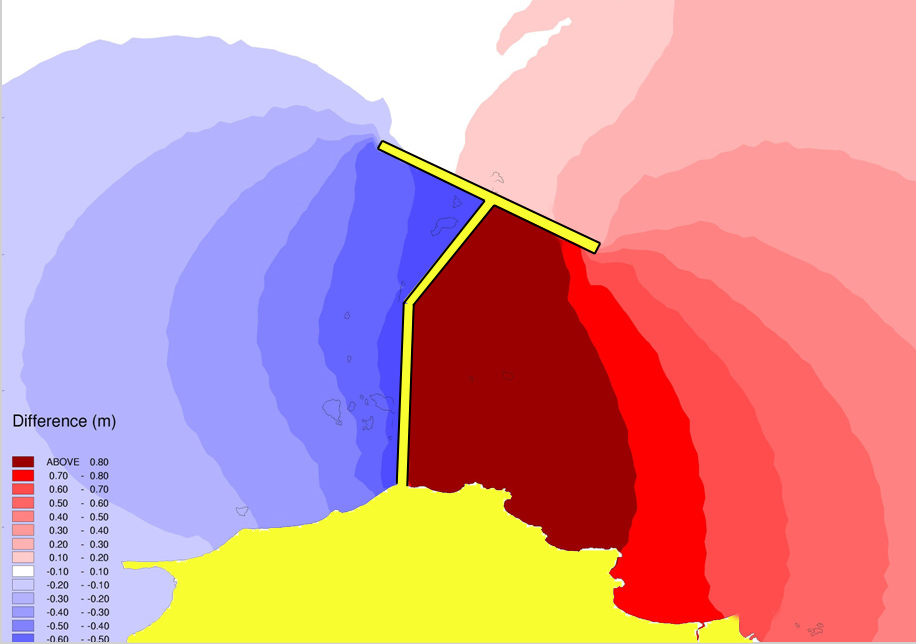
DTP 댐의 위에서 본 모습이며, 청색과 진한 빨강색들은 각각 조수의 높고 낮음을 나타낸다. DTP 댐은 연장 30~60km 로 해안과 수직으로 건설되며, 일정 지역을 둘러싸는 것이 아니라, 깊은 바다로 뻗어있는 구조이다.

조수의 수직항력은 댐에 의해서 막아진다. 많은 해안 지역에서 조수운동은 주로 해안과 평행하게 나타난다. 바닷물의 전체 하중은 한쪽방향으로 가속화되며, 후에 다른방향으로 되돌아간다. DTP 댐은 조수의 수직운동에 영향을 줄 수 있을 정도로 충분히 길고, 이는 댐의 양쪽에서 수위 차이(수두차)를 발생시킨다. 이 수두차는 댐에 설치된 긴 일련의 (전통적) 저수위 터빈에 의해서 동력으로 전환된다.

## 장점
하나의 댐의 설비용량은 8 GW 이상이며, 설비 이용률을 약 30%이라 했을때, 연간 전기 생산량은 댐 하나당 약 230 억 kWh으로 추정된다. 이것을 실생활과 연결하면 ,유럽인은 평균적으로 1인당 한해 6800 kWh 의 전력을 사용하고, 따라서 DTP 댐 1개는 340만명 의 유럽인들에게 에너지를 공급할 수 있다.
이것을 실생활과 연결하면, DTP 댐 1기는 평균적으로 1인당 연간 전력소비량이 6800 kWh 인 유럽인 340 만명에게 에너지를 공급 할 수 있다.
 만일 두개의 댐이 약200km 거리를 두고 떨어진 곳에 설치되어 있다고 한다면, 이 둘은 출력을 조절하기 위하여 서로 보완할 수도 있다.(하나의 댐은 다른 하나의 댐이 작동하지 않을 때 최고의 출력을 낼 수 있다.) DTP는 높은 조수차이를 요구하지는 않기 때문에, 더 많은 지역에서 활용 가능하며 적절한 조건을 가진, 특히 한국, 중국, 영국과 같은 국가에서 효과적으로 이용할 수 있다( 중국에서 이용가능한 양은 약 80~150 GW이다.)

## 기술 개발
DTP 댐을 만들기 위한 기술이 개발되었음에도 아직까지, DTP 댐은 건설되지 않았다. 다양한 수학적, 물리적 모델들이 수두차와 물의 수위차를 모델화 하고 예측하는데 활용되어 왔다. 조수와 댐간의 상호작용은 이미 큰 엔지니어링 프로젝트에서 (예를 들어 the Delta Works and the Afsluitdijk in the Netherlands 같은곳) 관찰되고 기록되었다. 반도지형에서의 조수에 대한 상호작용은 이미 잘 알려져있고 이러한 데이터는 조수의 수치학적모델을 통해 계측되어왔다. 또한 증가하는 하중에 대해 계산하는 공식은 DTP 의 해석적 모델을 개발하기 위해 적용되었다. 관찰된 수위차 자료들은 현재의 해석적, 수치학적 모델들과 밀접하게 연관된다. DTP 에 따라 발생하는 조수 수위의 차이는 지금 유용한 수준의 정확도로 예측이 가능하다.
몇가지 중요한 요소는 다음과 같다.
- 낮은 수두와 높은 부피 조건하에서 조수차를 위한 쌍방향터빈(이것은 수직 수평 방향으로 발전 가능) 가동하는 유닛들은 해수를 위해 존재하며 거의 75%의 효율에 근접한다.
- 댐의 건설방법. 이것은 부유식 케이슨 (콘크리트 블록)에 의해 가능할 수 있다. 이 케이슨은 초기에 해안에서 건설되어 이후에는 댐의 위치에 떠있게 된다.

## 향후 연구 과제
향후 최대의 과제는 시범사업에서 ( 1km 정도 길이의 댐에서 조차 ) 거의 동력을 내지 못하는 수준이라는 점이다. 이것은 발전기의 용량이 댐길이의 제곱에 비례하며 증가하기 때문이다( 조수의 수두와 부피의는 댐길이에 각각 선형적인 정도로 증가하며, 그 결과 발생전력의 양은 제곱에 비례하며 커진다). 댐의 길이가 약 30km 이상 되어야 경제적 효용성이 있다고 판단된다. 또다른 과제로는 배의 이동경로, 해양생태계, 퇴적물들, 그리고 폭풍, 해일과 같은 자연재해에 대해서도 생각해보아야 한다.

## 같이 보기
- 해양 에너지
- 조력 발전